# تپه شیلم جاران
تپه شیلم جاران مربوط به دوره پارت ـ دوره ساسانی است و در شهرستان پیرانشهر، بخش لاجان، دهستان لاهیجان شرقی، روستای شیلم جاران واقع شده است. این اثر در تاریخ ۳۰ دی ۱۳۸۵ با شمارهٔ ثبت ۱۶۸۶۹ به عنوان یکی از آثار ملی ایران به ثبت رسیده است.